# Piscine du Château d'eau
La  Piscine du Château d'eau  est une piscine située à Reims, dans la Marne. Elle fait partie du réseau des piscines gérées par la Ville de Reims.

## Localisation
La piscine est située dans le département français de la Marne, sur la commune de Reims, 12 allée des Landais dans le Quartier Croix-Rouge – Croix du Sud, grand ensemble résidentiel, construit dans les années 1970.

## Historique
La Piscine du Château d'eau date des années 1980.
En 2008, des travaux de modernisation, pour une valeur de  2,9 millions d’euros, portent sur l’extension des vestiaires (augmentation de 370 m2), la rénovation des façades, la création d’un local technique pour le stockage du matériel pédagogique et la mise en place d’un bassin en inox pour remplacer le carrelage du grand bassin. 
Le nouveau bassin inox assurera aussi un meilleur écrémage de la surface en remplaçant l’aspiration d’eau par le fond par un système par débordement. 

## Description
Elle dispose d’un grand bassin de 25 × 12,5 m réservé aux nageurs, d’un petit bassin 12,5 × 10 m pour l’apprentissage et d’une pataugeoire de 35 m2 et 1 jardin et 1 solarium d'une superficie de plus de 2 400 m2.
L’accès est possible aux fauteuils roulants (parking handicapés, rampe d'accès, vestiaires adaptés et chaise de mise à l'eau).
La piscine du Château d'Eau est une piscine couverte avec toit ouvrable.